# 第25普通科連隊
第25普通科連隊（だいにじゅうごふつうかれんたい、JGSDF 25th Infantry Regiment）は、陸上自衛隊遠軽駐屯地（北海道紋別郡遠軽町）に駐屯する第2師団隷下の普通科連隊である。

## 概要
連隊本部・本部管理中隊・4個普通科中隊および重迫撃砲中隊により編成される。連隊長は1等陸佐（二）を以て充てられ、遠軽駐屯地司令を兼ねる。
北部方面冬季戦技競技会で破竹の11連覇を果たすなどスキーに強い連隊。駐屯地設置当初は種馬所の馬小屋が隊舎代わりとなるなど、劣悪な環境下で鍛練を重ねた事から「風雪磨人」の言葉が受け継がれている。

## 沿革
第4連隊第3大隊
- 1951年（昭和26年）5月1日：遠軽に駐屯する部隊として、警察予備隊第2管区隊第4連隊第3大隊（本部中隊、第9、10、11、12、13、14中隊）が編成完結。

第6連隊第2大隊
- 1952年（昭和27年）1月19日：部隊改編。

1. 第4連隊第3大隊（遠軽駐屯地）が第6連隊第2大隊に改編。
2. 金沢駐屯地および函館駐屯地から139名が転入。

第6普通科連隊第2大隊
- 1954年（昭和29年）
  - 7月1日：陸上自衛隊の部隊となり、第6普通科連隊第2大隊に改称。
  - 8月10日：第5管区隊編成に伴い、その隷下に異動。

第25普通科連隊
- 1962年（昭和37年）1月18日：第6普通科連隊第2大隊を廃止・改編し、第2師団の隷下に第25普通科連隊（本部管理中隊、4個普通科中隊および重迫撃砲中隊）が遠軽駐屯地に新編。
- 1988年（昭和63年）3月25日：第2師団の近代化改編に伴い、自動車化連隊に改編。
- 1995年（平成07年）3月28日：部隊改編。

1. 第2対戦車隊の廃止により、対戦車中隊を新編。
2. 60式自走81mm迫撃砲、60式自走107mm迫撃砲を81mm迫撃砲 L16、120mm迫撃砲 RTに換装。

- 2007年（平成19年）3月28日：基幹連隊等指揮統制システム（ReCS）が配備。
- 2008年（平成20年）3月26日：部隊改編。

1. 本部管理中隊管理整備小隊が廃止、補給小隊が新編[4]。
2. 後方支援体制変換に伴い、整備部門を第2後方支援連隊第2整備大隊第2普通科直接支援中隊へ移管。

- 2011年（平成23年）4月22日：対戦車中隊を廃止。
- 2014年（平成25年）3月28日：本部管理中隊に対舟艇対戦車小隊を編成し、中距離多目的誘導弾システムを導入。

## 部隊編成
- 第25普通科連隊本部
- 本部管理中隊「25普-本」
  - 中隊本部
  - 連隊本部班：82式指揮通信車
  - 対舟艇対戦車小隊：中距離多目的誘導弾システム
  - 情報小隊：軽装甲機動車、偵察用オートバイ
  - 施設作業小隊：小型ドーザ、資材運搬車
  - 通信小隊
  - 補給小隊：3 1/2tトラック
  - 衛生小隊：1トン半救急車
  - 狙撃班
- 第1普通科中隊「25普-1」：96式装輪装甲車、01式軽対戦車誘導弾、81mm迫撃砲 L16
- 第2普通科中隊「25普-2」：高機動車、01式軽対戦車誘導弾、81mm迫撃砲 L16
- 第3普通科中隊「25普-3」：高機動車、01式軽対戦車誘導弾、81mm迫撃砲 L16
- 第4普通科中隊「25普-4」：高機動車、01式軽対戦車誘導弾、81mm迫撃砲 L16
- 重迫撃砲中隊「25普-重」：120mm迫撃砲 RT
- 教育隊

## 整備支援部隊
- 第2後方支援連隊第2整備大隊第2普通科直接支援中隊「2後支-2整-2」（遠軽駐屯地）：2008年（平成20年）3月26日から

## 主要幹部
| 官職名                             | 階級    | 氏名   | 補職発令日     | 前職                       |
| ---------------------------------- | ------- | ------ | -------------- | -------------------------- |
| 第25普通科連隊長 兼 遠軽駐屯地司令 | 1等陸佐 | 谷口慎 | 2023年08月01日 | 陸上自衛隊富士学校主任教官 |

| 代 | 氏名       | 在職期間                        | 前職                                                            | 後職                                  |
| -- | ---------- | ------------------------------- | --------------------------------------------------------------- | ------------------------------------- |
| 01 | 居樹茂     | 1962年01月18日 - 1964年03月15日 | 第6普通科連隊付                                                 | 東部方面総監部付                      |
| 02 | 西田秀男   | 1964年03月16日 - 1966年07月15日 | 第1空挺団副団長                                                 | 陸上幕僚監部付                        |
| 03 | 小川諭     | 1966年07月16日 - 1968年03月15日 | 東北方面総監部第3部勤務                                         | 東部方面総監部第3部長                 |
| 04 | 杉山晋     | 1968年03月16日 - 1970年03月15日 | 第9師団司令部第3部長                                            | 陸上自衛隊富士学校学校教官            |
| 05 | 藤本松彦   | 1970年03月16日 - 1972年03月15日 | 陸上自衛隊幹部学校勤務                                          | 陸上自衛隊航空学校勤務                |
| 06 | 大沼茂     | 1972年03月16日 - 1973年07月15日 | 札幌オリンピック支援集団司令部 企画運用部長                     | 北部方面総監部第3部勤務               |
| 07 | 樺田資孝   | 1973年07月16日 - 1975年07月15日 | 陸上自衛隊北海道地区補給処 企画室長                             | 健軍駐とん地業務隊長                  |
| 08 | 南章       | 1975年07月16日 - 1977年07月31日 | 西部方面総監部厚生課長                                          | 陸上自衛隊幹部学校教育部教務課長      |
| 09 | 中俣壯一   | 1977年08月01日 - 1979年03月15日 | 陸上幕僚監部付                                                  | 陸上幕僚監部教育訓練部訓練課 評価班長 |
| 10 | 國武宮生   | 1979年03月16日 - 1981年03月15日 | 陸上自衛隊富士学校学校教官                                      | 東北方面総監部調査部長                |
| 11 | 桑葉芳     | 1981年03月16日 - 1983年03月15日 | 東北方面総監部人事部人事課長                                    | 陸上自衛隊調査学校研究員              |
| 12 | 田中劭     | 1983年03月16日 - 1986年03月16日 | 東部方面総監部人事部勤務                                        | 陸上自衛隊業務学校学校教官            |
| 13 | 三輪勤也   | 1986年03月17日 - 1988年07月31日 | 陸上自衛隊富士学校研究員                                        | 自衛隊千葉地方連絡部長                |
| 14 | 元植泰男   | 1988年08月01日 - 1990年07月31日 | 陸上幕僚監部教育訓練部訓練課 演習班長                           | 陸上幕僚監部監理部総務課 庶務室長     |
| 15 | 有馬征太郎 | 1990年08月01日 - 1993年03月23日 | 東部方面総監部装備部後方運用課長                                | 第11師団司令部幕僚長                  |
| 16 | 奈良暁     | 1993年03月24日 - 1995年06月29日 | 陸上幕僚監部教育訓練部訓練課 演習班長                           | 陸上幕僚監部監理部総務課 広報室長     |
| 17 | 小池保治   | 1995年06月30日 - 1997年12月07日 | 第10師団司令部第3部長                                           | 自衛隊福島地方連絡部長                |
| 18 | 袖山正美   | 1997年12月08日 - 2000年07月31日 | 東部方面総監部防衛部訓練課長                                    | 北部方面総監部総務部長                |
| 19 | 幾田光治   | 2000年08月01日 - 2003年03月26日 | 陸上幕僚監部教育訓練部訓練課 評価班長                           | 東部方面指揮所訓練支援隊長            |
| 20 | 武内誠一   | 2003年03月27日 - 2004年03月28日 | 陸上幕僚監部防衛部防衛課 業務計画班長                           | 陸上幕僚監部教育訓練部 教育訓練課長   |
| 21 | 鈴浩樹     | 2004年03月29日 - 2005年12月04日 | 陸上幕僚監部教育訓練部訓練課 教範・教養班長                     | 第12旅団司令部幕僚長                  |
| 22 | 手塚信一   | 2005年12月05日 - 2008年07月31日 | 陸上幕僚監部防衛部 情報通信・研究課長                           | 陸上自衛隊研究本部研究開発企画官      |
| 23 | 大橋武夫   | 2008年08月01日 - 2010年07月31日 | 陸上自衛隊研究本部研究員                                        | 第1空挺団副団長                       |
| 24 | 野村悟     | 2010年08月01日 - 2013年03月31日 | 統合幕僚監部運用部運用第2課 訓練班長                            | 陸上自衛隊幹部学校主任教官            |
| 25 | 遠藤充     | 2013年04月01日 - 2014年08月04日 | 陸上幕僚監部装備部装備計画課 企画班長                           | 陸上幕僚監部装備部装備計画課長        |
| 26 | 山本公威   | 2014年08月05日 - 2016年03月22日 | 陸上幕僚監部装備部装備計画課 補給管理班長                       | 第2師団司令部幕僚長                   |
| 27 | 瀬田晃一郎 | 2016年03月23日 - 2018年07月31日 | 第8師団司令部第3部長                                            | 統合幕僚監部首席参事官付              |
| 28 | 大野木秀樹 | 2018年08月01日 - 2020年12月21日 | 陸上幕僚監部指揮通信システム・情報部 指揮通信システム課企画班長 | 陸上自衛隊教育訓練研究本部総合企画官  |
| 29 | 茶園宗武   | 2020年12月22日 - 2023年07月31日 | 西部方面総監部情報部情報課長                                    | 陸上総隊司令部情報部副部長            |
| 30 | 谷口慎     | 2023年08月01日 -                | 陸上自衛隊富士学校主任教官                                      |                                       |

## 主要装備
- 96式装輪装甲車
- 82式指揮通信車
- 軽装甲機動車
- 高機動車
- 基幹連隊等指揮統制システム
- 1/2tトラック / 73式小型トラック
- 1 1/2tトラック / 73式中型トラック
- 3 1/2tトラック / 73式大型トラック
- 20式5.56mm小銃
- 5.56mm機関銃MINIMI
- 12.7mm重機関銃
- 84mm無反動砲
- 中距離多目的誘導弾
- 01式軽対戦車誘導弾
- 81mm迫撃砲 L16
- 120mm迫撃砲 RT

## 廃止（改編）部隊
- 2008年（平成20年）3月25日廃止
  - 第25普通科連隊本部管理中隊管理整備小隊「25普-本」（遠軽駐屯地）：整備部門を第2後方支援連隊第2整備大隊第2普通科直接支援中隊へ移管。
- 2011年（平成23年）4月21日廃止
  - 第25普通科連隊対戦車中隊「25普-対戦」（遠軽駐屯地）：

## 活動の沿革
- 1954年（昭和29年）8月：昭和天皇・香淳皇后を遠軽駅頭で奉迎する。
- 1979年（昭和54年）4月：連隊の3等陸佐以下49名が檜町駐屯地の防衛庁本庁警備（檜町警備隊）に当る。
- 1993年（平成05年）3月 - 10月：自衛隊カンボジア派遣に隊員2名を派遣する。
- 1994年（平成06年）9月 - 12月：自衛隊ルワンダ難民救援派遣に連隊の3等陸佐以下15名を派遣する。
- 1996年（平成08年）1月：連隊対戦車中隊の1等陸尉以下35名が檜町本庁警備（檜町警備隊）に当る。17年ぶりの任務。
- 2001年（平成13年）：自衛隊ゴラン高原派遣に隊員を派遣する。
- 2004年（平成16年）：第1次イラク復興支援群に隊員を派遣する。
- 2012年（平成24年）：25普連長を指揮官とするハイチPKO派遣（第6次）

## 警備隊区
紋別市、佐呂間町、遠軽町、湧別町、滝上町、興部町、雄武町、西興部村